# Anđelko Runjić
Anđelko Runjić (31. července 1938 Perković – 15. září 2015) byl chorvatský politik, ekonom a diplomat.

## Život a činnost
Studoval gymnázium v Šibeniku, později na ekonomické fakultě Záhřebské univerzity.
V letech 1986–1990 byl posledním komunistickým předsedou chorvatského parlamentu, Saboru. Podepsal zákon, který fakticky i formálně ukončil politický systém jedné strany (Svazu komunistů Jugoslávie) v Chorvatsku. Po vítězství Chorvatského demokratického společenství v prvních slobodných volbách na jaře 1990 odstoupil. 30. května se stal novým předsedou Saboru Žarko Domljan.
V následujících letech zastával místo chorvatského ambasadora v Moskvě. Poté se vrátil na Záhřebskou univerzitu, kde přednášel na hospodářské fakultě.
Runjić sepsal celou řadu knih a spisů.
V roce 2009 byl vyznamenán při příležitosti chorvatského dne nezávislosti „za rozvoj demokracie“, spolu s dalšími sedmi bývalými chorvatskými komunisty, kteří se podíleli na přijetí zákona, který umožnil fungování systému více politických stran po více než čtyřiceti letech vlády systému jedné strany.